# Diplodasys caudatus
Diplodasys caudatus is een buikharige uit de familie Thaumastodermatidae. Het dier komt uit het geslacht Diplodasys. Diplodasys caudatus werd in 1987 voor het eerst wetenschappelijk beschreven door Kisielewski. 